# Kościół Wszystkich Narodów
Kościół Wszystkich Narodów, znany również jako kościół Konania – rzymskokatolicka świątynia, zwyczajowo określana mianem bazyliki, położona na Górze Oliwnej w Jerozolimie, obok ogrodu Getsemani. Upamiętnia miejsce modlitwy Jezusa przed aresztowaniem.

## Historia
Kościół został zbudowany w latach 1922–1924 w stylu bizantyńskim według projektu włoskiego architekta Antonia Barluzziego. Konsekrowany w maju 1924 roku. Wcześniej na miejscu kościoła znajdowała się bizantyńska budowla z IV wieku, wzniesiona między 379 a 384 rokiem, a zniszczona przez trzęsienie ziemi w 746 roku, oraz niewielkie oratorium zbudowane przez krzyżowców w XII wieku i zastąpione kościołem w roku 1170. Budowla ta zyskała nieco inną orientację, by każda z absyd obejmowała fragmenty skały. Losy tej świątyni nie są znane. Wiadomo jedynie, że była używana jeszcze w 1323 roku i została opuszczona w dwadzieścia dwa lata później. Najstarszym źródłem wzmiankującym o skale na zboczu Góry Oliwnej i identyfikującym ją jako miejsce w którym Judasz Iskariota zdradził Jezusa Chrystusa, jest datowane na lata 333–334 „Itinerarium Burdigalense” Pielgrzyma z Bordeaux. Bazylikę bizantyńską, jako „elegancki kościół”, wspominała w swoim Itinerarium Egeria, która odwiedziła Ziemię Świętą w latach 381–384. Ostatnim pielgrzymem, którego zapiski wzmiankowały ten kościół, był Willibald z Eichstätt, który odwiedził to miejsce w okresie 724–725.
Kościół Wszystkich Narodów nazywany jest tak, ponieważ fundusze na jego budowę pochodziły z dwunastu państw: Stanów Zjednoczonych, Niemiec, Kanady, Belgii, Wielkiej Brytanii, Hiszpanii, Włoch, Francji, Meksyku, Chile, Argentyny, Brazylii. Obecnie jest administrowany przez franciszkańską Kustodię Ziemi Świętej. Do bazyliki przylega klasztor franciszkanów, którzy jednocześnie sprawują pieczę nad eremem, ołtarzem polowym, gajem oliwnym w dolinie oraz Grotą Pojmania.

## Architektura
Plan kościoła z sześcioma różowymi kolumnami, na których wspiera się dwanaście kopuł, i dwoma bocznymi nawami zakończonymi półokrągłymi apsydami, stanowi (nieco powiększone) odwzorowanie rzutu bazyliki Teodozjusza z IV wieku. Sklepienia kopuł ozdobione są motywami przypominającymi mękę i śmierć Jezusa. Ściany apsyd okrywają mozaiki. Centralna, w nawie głównej, autorstwa Pietro D’Achiardi, przedstawia Jezusa podczas modlitwy, a na dole widoczny jest łaciński napis: APPARUIT AUTEM ILLI ANGELUS DE COELO CONFORTANS EUM. ET FACTUS IN AGONIA PROLIXIUS ORABAT. ET FACTUS EST SUDOR EIUS SICUT GUTTAE SANGUINIS DECURRENTIS IN TERRAM. 

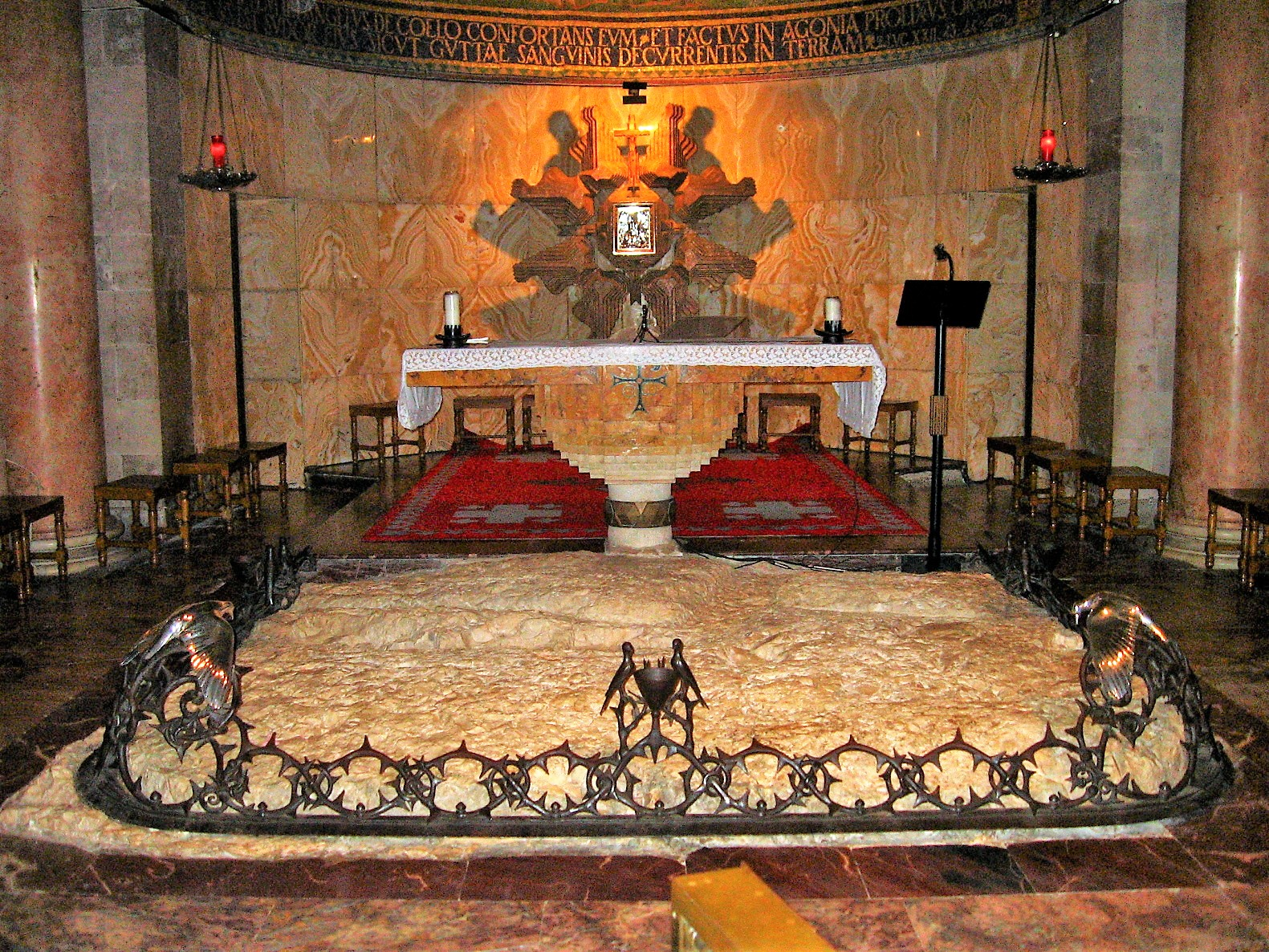
Otaczana czcią skała w centralnej części nawy głównej

Mozaiki w dwóch apsydach bocznych są dziełem Mario Barberisa: w nawie lewej przedstawia pocałunek, którym Judasz zdradził Jezusa, a w prawej scenę pojmania, w której Jezusowi stojącemu w pozycji otwartej, towarzyszą Jan i Jakub, zaś Piotr chwyta za miecz. Mozaika ta została ufundowana przez Polskę. W centralne części nawy głównej widnieje płaska, naga skała, która według tradycji chrześcijańskiej, miała być miejscem i świadkiem cierpienia Jezusa. Skała jest otaczana czcią co najmniej od końca XIV wieku, ale prawdopodobnie była także eksponowana we wcześniejszej, bizantyńskiej budowli, bowiem jest zlokalizowana w miejscu w którym znajdowało się prezbiterium ówczesnej bazyliki. 
W absydzie zachowano fragmenty naturalnej skały noszącej ślady obróbki. Na niej posadowione są mury kościoła. Pielgrzymi i zwiedzający mogą obejrzeć także artefakty pochodzące z bizantyńskiej bazyliki – ociosane bloki skalne, oraz pozostałości kanału drenażowego.